# فرانز کلاین
فرانز کلاین (به انگلیسی: Franz Kline)(زاده ۲۳ مه ۱۹۱۰-وفات ۱۳ مه۱۹۶۲) نقاش اهل آمریکا بود که در شهر پنسیلوانیا زاده شد. او را از نقاشان وابسته به جنبش هیجان‌نمایی انتزاعی در دهه‌های ۱۹۵۰–۱۹۴۰ می‌دانند. کلاین همراه دیگر نقاشان سبک نقاشی کنشی جکسون پولاک، ویلم دکونینگ، رابرت مادرول و لی کرزنر و به همراه چند تن از شاعران و موسیقیدانان به عنوان گروهی غیررسمی درمکتب نیویورک شناخته شده‌اند. اگرچه کلاین همانند دیگر نقاشان هم گروهش به دنبال ایجاد نو آوریهای مشابهی بود ولی سبک کاری متمایزی داشت و از سال ۱۹۵۰ به بعد از آثارش تمجید شده است.

## زندگی‌نامه
کلاین در ویلکس-بار، پنسیلوانیا جامعه کوچک معدن زغال سنگ در شرق پنسیلوانیا زاده شد. وقتی هفت ساله بود پدر او دست به خود کشی زد. بعد از مدتی مادرش دوباره ازدواج کرد و کلاین را به کالج جرارد مدرسه‌ای در پنسیلوانیا که مخصوص کودکان محروم از پدر بود فرستاد. بعد از فارغ‌التحصیل شدن از مدرسه کلاین در بین سال‌های ۱۹۳۵–۱۹۳۱ در دانشگاه بوستون به آموختن هنر پرداخت و سپس یکسالی را در انگلستان سپری کرد. او در مدرسه هنر لندن ثبت نام نمود و در آنجا بود که با همسر آینده خود الیزابت پارسون که یک بالرین انگلیسی بود آشنا شد. پارسون همراه با کلاین در سال ۱۹۳۸ به آمریکا بازگشت. بعد از بازگشت به کشور کلاین به عنوان طراح، در یک فروشگاهی واقع در ایالت نیویورک کار کرد. او سپس در سال ۱۹۳۹ به به نیویورک سیتی نقل مکان نمود و در آنجا نزد نقاشی منظره نگار مدتی به کار مشغول شد و در همین دوران او تکنیکهای نقاشی خود را بسط داد و به عنوان نقاشی شاخص شناخت قابل توجه‌ای را کسب کرد.
او همچنین در تعدادی از موسسه‌های هنری به تدریس پرداخت. از جمله در (به انگلیسی: Black mountain college)در الکساندر، شمال کارولینا، مؤسسه پرات در بروکلین. او در تابستان‌های سال‌های ۱۹۶۲–۱۹۵۰ به نقاشی در شهر پراوینستاون پرداخت. کلاین در سال ۱۹۶۲ بر اثر بیاری روماتیسم قلبی در گذشت.

## آثار اولیه
آموزشهای هنری کلاین مترکز بر تصویرسازی سنتی و طراحی بود. در اواخر سال‌های ۱۹۳۰ و اوایل سال‌های ۱۹۴۰ او با سبک فیگوراتیو کار می‌کرد و نقاشیهای منظره می‌کشید، و سفارش نقاشی پرتره و نقاشی دیواری می‌پذیرفت. سبک خاص او را برای نخستین بار می‌توان درمجموعه نقاشی دیواری‌های «هات جاز» که برای یک بار در نیویورک کشیده بود دید. مجموعه‌هایی که علاقه او را به تجزیه کردن فرمها به اشکال بدوی که با ضربات سریع قلم مو کار می‌شد نشان می‌دهد.
سبک شخصی که او دراین دوران کسب نمود همان استفاده از فرمهای ساده شده به سوی نقاشیهای انتزاعی تری بسط یافت. بسیاری از طرحهایی که او کشیده است بر اساس تصاویر لوکوموتیوهای شهری، تصاویر کامل مناظر و اشکال بزرگ مکانیکی انجمن معدن زغال سنگ شهر بومی خود پنسیلوانیا می‌باشد، این امر نه به دلیل شباهت به اشکال بلکه تنها به واسطهٔ عناوینی که او برای کارهایش برگزیده است برای بینندگان آشکار می‌شود. کلاین تحت تأثیر صحنه‌های هنری معاصر آنزمان نیویورک به تدریج به سوی نقاشی انتزاعی محض پیش می ورد و سرانجام باز نمو دگرایی را رها می‌کند. از اواخر سال‌های ۴۰ به بعد کلاین نقاشیهای فیگوراتیو خود را به اشکال و خطوطی که شبیه به کارهای کوبیسم است عمومیت می‌دهد.

## آثار متاخر
باور اکثریت چنین است که سبک شناخته شده کلاین حاصل تأثیری خلاقانه و پیشنهاد دوستش ویلم دکونینگ بوده است. الین دکونینگ گزارشی رومانتیک گونه از واقعه را چنین بازگو می‌کند:در سال ۱۹۴۸ ویلم دکونینگ به کلاین ناامید از هنر پیشنهاد می‌کند که پروژه‌ای را با استفاده از پروژکتور بل-اپتیکان (به انگلیسی: Bell-Opticon) بر روی دیوار استودیویش طراحی کند و کلاین این تصویر را چنین توصیف کرد:یک طرح سیاه چهار در پنج اینچی از یک صندلی گهواره‌ای که با خطوط غول پیکر سیاه هرگونه نمود تصویری را نابود می‌کرد. خطوطی که مانند نهادهایی برای وجود خود گسترش می‌یافتند و به هیچ نهادی جزء خود وابسته نبودند.
همچنانکه الین دکونینگ می‌گوید از آن زمان به بعد کلاین خود را وقف نقاشی‌های بزرگ انتزاعی نمود. ویلم دکونینگ نیز می‌گوید :او ناگهان خود را غرق در هنر انتزاعی نمود ."ناگهان درآن غوطه ور شد". او همچنین تصدیق می‌کند که زمان قابل توجهی طول کشید:"کلاین تصوری از آن پیدا کرد ولی گاهی زمان لازم است تا آن عملی گردد.
در طی دو سال بعد ضربه قلم موهای کلاین کاملاً انتزاعی، روان، متحرک و پویا شد. در همین دوران کلاین تنها با رنگهای سیاه و سفید نقاشی می‌کرد. او توضیح می‌دهد که چگونه قصد دارد با پالت تک رنگی خود فضاهای مثبت و منفی را نمایان سازد. او می‌گوید:"من سفید را نقاشی می‌کنم، همچنین سیاه را و سفید به همان اندازه مهم است. " بکارگیری رنگهای سیاه و سفید در نقاشیهایش بسیار شبیه نقاشیهای دکونینگ و جکسون پولاک در سال ۱۹۴۰ می‌باشد. همچنین به نظر می‌رسد نقاشیهای سیاه و سفید او ارتباطی با خوشنویسی ژاپنی داشته باشند هر چند او همواره این وابستگی را رد می‌نمود.
اولین نمایشگاه انفرادی کلاین در سال ۱۹۵۰ ۴- نوامبر تا ۱۴ -اوت در گالری ایگن برگزار گردید. رنگ جلوه ای بسیار اندک در آثارش داشت: «قهوه‌ای به عنوان رنگ پس زمینه در پایین نیژینسکی و لکه‌های زودگذری از سبز در کنار لدا». نقاشیها او دارای کمپوزیسیونهای متنوع بوده و احساسات مختلفی را برمی‌انگیخت ولی همگی دارای یک صفت سبکی مشخص نقاشیهای سیاه و سفید کلاین بودند.
سیزده سال قبل در لندن کلاین خود را مرد سیاه و سفید نامیده بود ولی تا قبل از این نمایشگاه صحت گفتار او بر دیگران مشخص نشده بود. به دلیل تأثیرگذاری و شیوه مشخص کلاین بود که بر او برچسب :هنرمند سیاه و سفید زده شد لقبی که هنرمندان بر او زدند و او گاهی خود را محدود شده احساس می‌کرد. نمایشگاه انفرادی کلاین رویدادی محوری در زندگی هنریش محسوب می‌شود چرا که به‌طور همزمان آغاز و پایان آفرینشهای هنریش را به عنوان نقاشی انتزاعی رقم زد. در سن چهل سالگی او به سبک شخصی دست بافته بود و در واقع هیچ مسیر دیگری برای بسط تحقیقات هنریش موجود نبود. او تنها این فرصت را داشت تا سبکی را که در آن مهارت یافته بود را دوباره تکرار نماید. تنها یک جهت واقعی برای حرکت کلاین موجود بود و آن استفاده مجدد از رنگ بود. مسیری که کلاین تا آخر عمر آن را ادامه داد.
در اواخر سال ۱۹۵۰ کلاین شروع به بررسی پالت رنگی پیچیده تری در استفاده از سایه‌روشنها به جای تمرکز بر روی یک پالت تک رنگی سخت را نمود نمونه آن اثر «رکویم» در سال ۱۹۵۸ می‌باشد. تجربیات بازگشت مجدد به رنگ همچنان از سوی او در حال بررسی بود. او در سال ۱۹۶۲ در گذشت.

## تفسیر و تأثیر
او به عنوان یکی از مهم‌ترین و حیرت انگیزترین هنرمندان سبک هیجان‌نمایی انتزاعی شناخته می‌شود. شرح شیوهٔ او برای منتقدین هنر سخت‌تر از توصیف نقاشیهای دیگر هنرمندان هیجان‌نمایی انتزاعی است. مانند جکسون پولاک و ویلم دکونینگ او نیز به دلیل خودانگیختگی، شیوه عمیق و تمرکز بر چگونگی تجلی صربه قلم موها در استفاده از بوم نقاشی کنشی شناخته می‌شود. در هر حال نقاشیهای او به طرز فریبنده‌ای ظریف می‌نمایند. در حالیکه معمولاً نقاشیهای او تأثیری دراماتیک و خود انگیخته دارند او بیشتر با کمپوزیسیونهایش شناخته می‌شود. کلاین بیشتر نقاشیهای پیچیده خود را با تمرینهای زیادی کشیده است که معمولاً در صفحات پس مانده دفترچه تلفن خلق شده‌اند. بر خلاف دیگر نقاشان هم سبکش نقاشیهای او چنان به نظر می‌رسند گویی در لحظه‌ای از الهام آفریده شده‌اند. به هر حال قبل از آنکه قلم موی نقاشی او بوم را لمس نماید هر کدام از نقاشیهایش نتیجه بررسی‌های دراز مدت اوست.